# Lopholithodes foraminatus
Lopholithodes foraminatus är en kräftdjursart som först beskrevs av William Stimpson 1859.  Lopholithodes foraminatus ingår i släktet Lopholithodes och familjen trollkrabbor. Inga underarter finns listade i Catalogue of Life.

## Bildgalleri

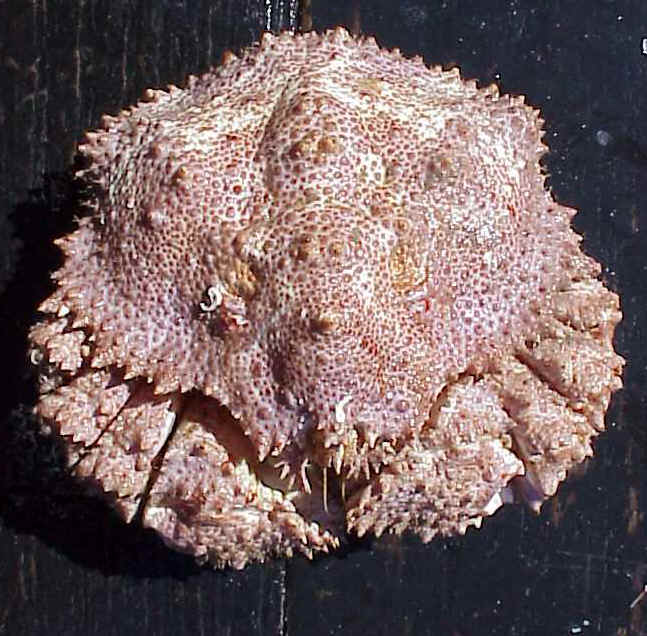
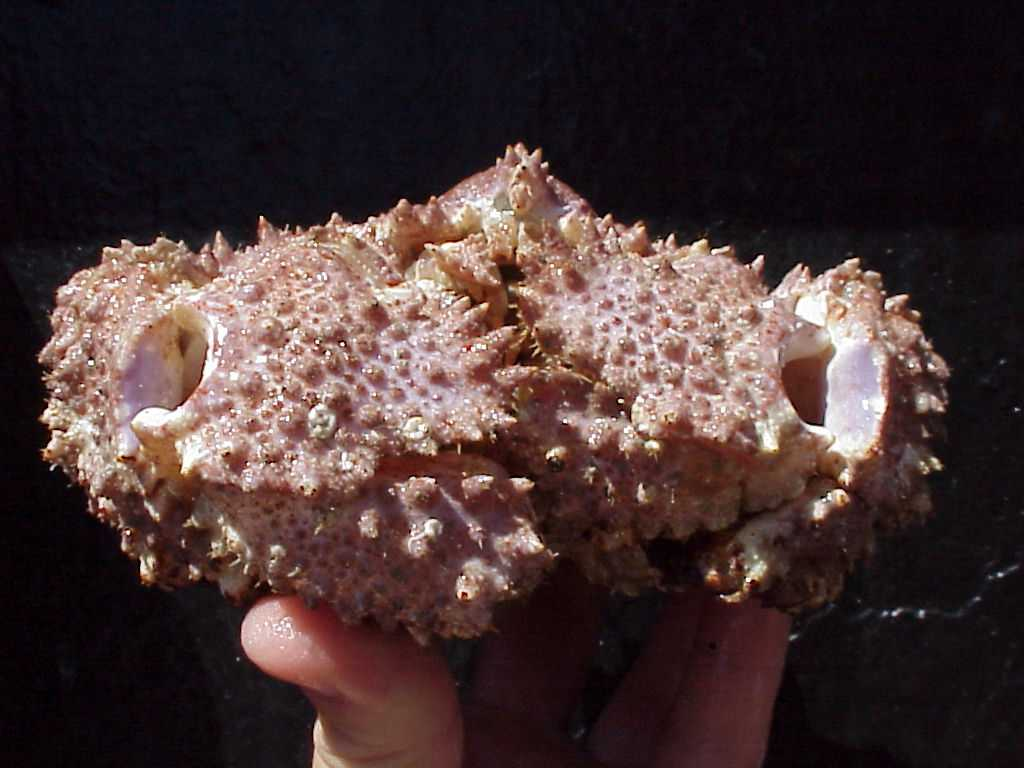
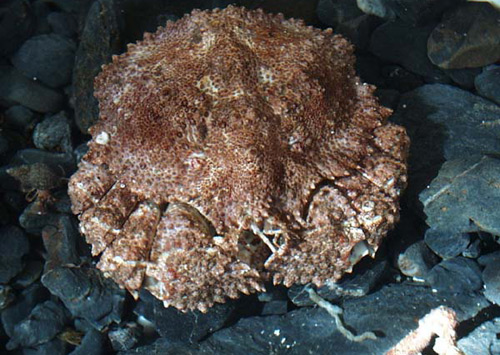
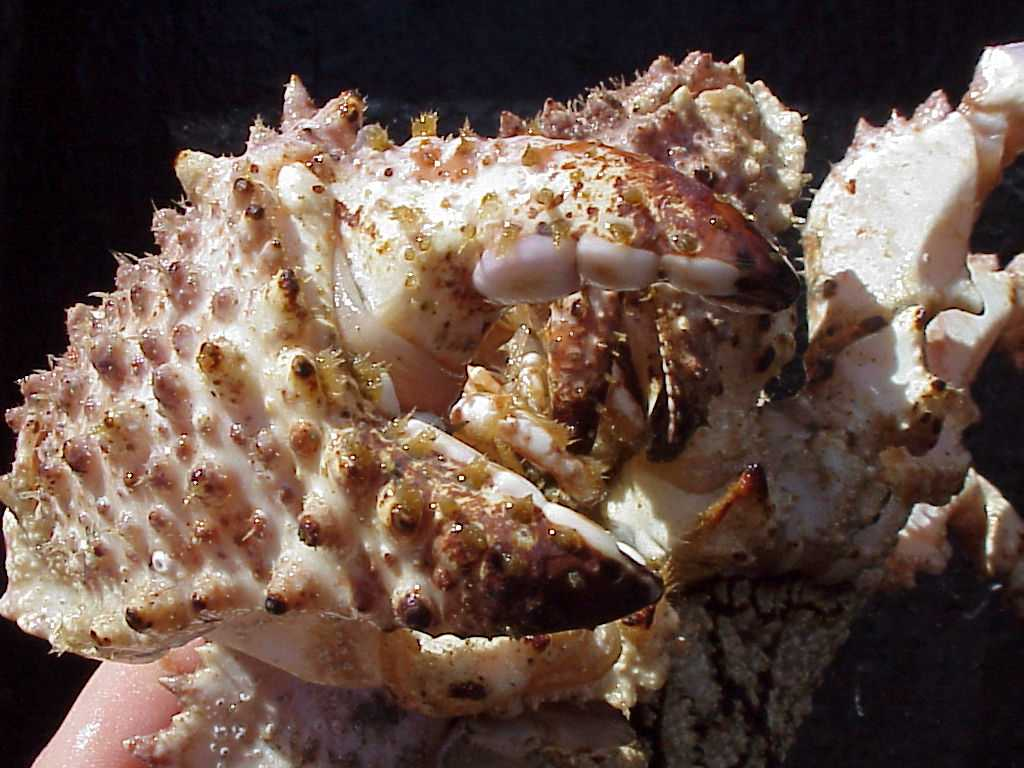
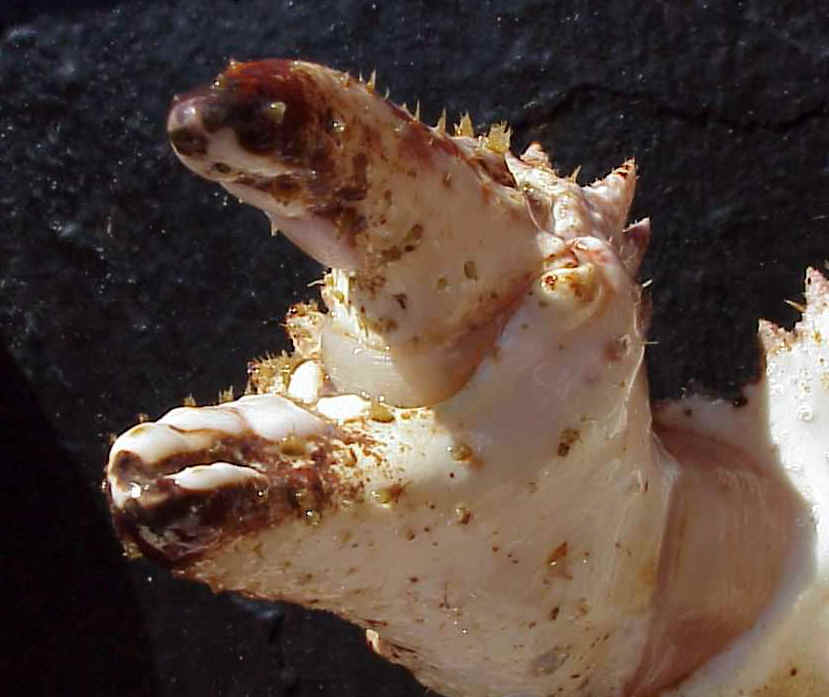
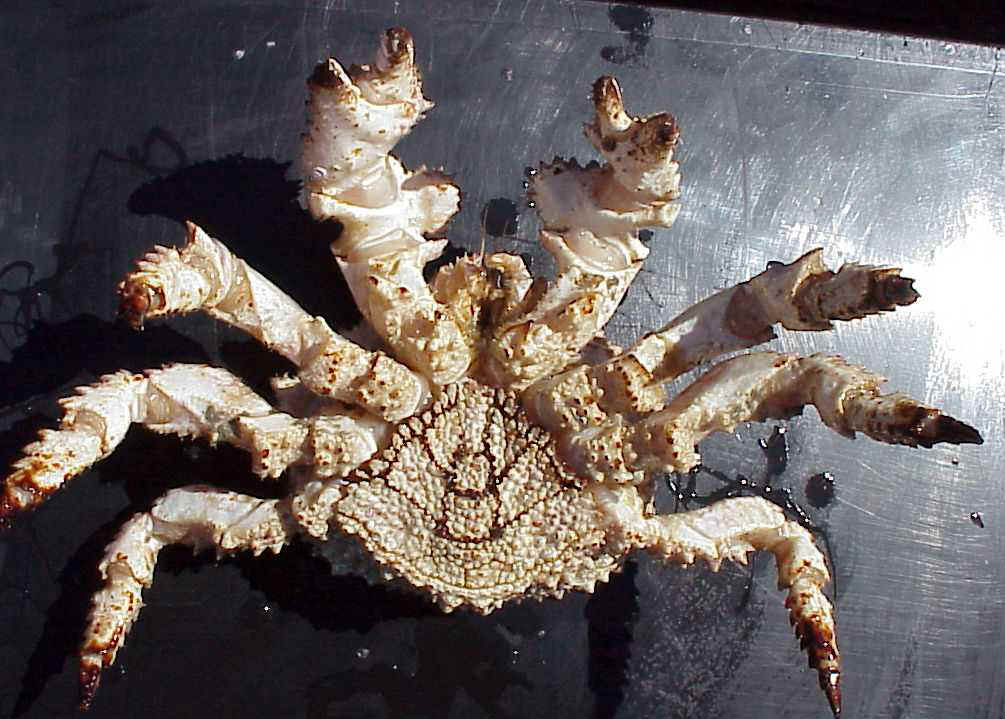